# Principio de razón insuficiente
Principio de razón insuficiente: principio según el cual si no hay una razón (o explicación) suficiente para que algo sea, entonces no existirá. Es un principio significativo de la historia de la filosofía y la ciencia occidentales. Arquímedes lo usó para argumentar que una palanca con pesos iguales a distancias iguales de un punto de apoyo central no se movería, ya que no hay una razón suficiente para que se incline de un lado o del otro. Los filósofos desde Anaximandro a Gottfried Leibniz lo han usado para argumentar en favor de diversas tesis metafísicas. Es lógicamente equivalente al Principio de razón suficiente (si algo existe, hay una razón o explicación suficiente de su ser).